# Inverness Caledonian Thistle Football Club 2010-2011

## Stagione
Nella stagione 2010-2011 l'Inverness Caledonian Thistle ha disputato la Scottish Premier League, massima serie del campionato scozzese di calcio, terminando il torneo al settimo posto con 53 punti conquistati in 38 giornate, frutto di 14 vittorie, 11 pareggi e 13 sconfitte. In Scottish Cup è sceso in campo a partire dal quarto turno, raggiungendo i quarti di finale, dove è stato eliminato dal Celtic. In Scottish League Cup è stato eliminato al terzo turno nuovamente dal Celtic.

## Rosa
| N. |                             | Ruolo | Calciatore      |
| -- | --------------------------- | ----- | --------------- |
| 1  | Scozia (bandiera)           | P     | Ryan Esson      |
| 2  | Scozia (bandiera)           | D     | David Proctor   |
| 3  | Scozia (bandiera)           | D     | Ross Tokely     |
| 4  | Scozia (bandiera)           | D     | Stuart Duff     |
| 5  | Scozia (bandiera)           | D     | Stuart Golabek  |
| 6  | Inghilterra (bandiera)      | C     | Lee Cox         |
| 7  | Inghilterra (bandiera)      | A     | Eric Odhiambo   |
| 8  | Scozia (bandiera)           | C     | Russell Duncan  |
| 9  | Irlanda (bandiera)          | A     | Richie Foran    |
| 10 | Irlanda (bandiera)          | A     | Adam Rooney     |
| 11 | Irlanda (bandiera)          | C     | Jonathan Hayes  |
| 12 | Irlanda del Nord (bandiera) | P     | Jonathan Tuffey |
| 14 | Scozia (bandiera)           | D     | Grant Munro     |
| 15 | Scozia (bandiera)           | D     | Chris Innes     |

| N. |                        | Ruolo | Calciatore              |
| -- | ---------------------- | ----- | ----------------------- |
| 16 | Scozia (bandiera)      | C     | Roy McBain              |
| 17 | Scozia (bandiera)      | C     | Gavin Morrison          |
| 18 | Israele (bandiera)     | A     | Gil Blumstein           |
| 19 | Scozia (bandiera)      | C     | Nick Ross               |
| 20 | Scozia (bandiera)      | A     | Shane Sutherland        |
| 21 | Scozia (bandiera)      | D     | Graeme Shinnie          |
| 22 | Inghilterra (bandiera) | P     | Max Johnson             |
| 23 | Spagna (bandiera)      | A     | Daniel Sánchez Andrades |
| 24 | Francia (bandiera)     | D     | Kenny Gillet            |
| 25 | Scozia (bandiera)      | D     | Kevin McCann            |
| 26 | Scozia (bandiera)      | C     | Aaron Doran             |
| 27 | Scozia (bandiera)      | A     | Alex MacDonald          |
| 28 | Inghilterra (bandiera) | D     | Chris Hogg              |

## Statistiche

### Statistiche di squadra
| Competizione            | Punti | In casa | In casa | In casa | In casa | In casa | In casa | In trasferta | In trasferta | In trasferta | In trasferta | In trasferta | In trasferta | Totale | Totale | Totale | Totale | Totale | Totale | DR  |
| Competizione            | Punti | G       | V       | N       | P       | Gf      | Gs      | G            | V            | N            | P            | Gf           | Gs           | G      | V      | N      | P      | Gf     | Gs     | DR  |
| ----------------------- | ----- | ------- | ------- | ------- | ------- | ------- | ------- | ------------ | ------------ | ------------ | ------------ | ------------ | ------------ | ------ | ------ | ------ | ------ | ------ | ------ | --- |
| Scottish Premier League | 53    | 19      | 7       | 4       | 8       | 25      | 24      | 19           | 7            | 7            | 5            | 27           | 20           | 38     | 14     | 11     | 13     | 49     | 36     | +13 |
| Scottish Cup            | -     | 3       | 2       | 0       | 1       | 8       | 3       | 0            | 0            | 0            | 0            | 0            | 0            | 3      | 2      | 0      | 1      | 8      | 3      | +5  |
| Scottish League Cup     | -     | 2       | 2       | 0       | 0       | 6       | 0       | 1            | 0            | 0            | 1            | 0            | 6            | 3      | 2      | 0      | 1      | 6      | 6      | 0   |
| Totale                  | -     | 24      | 11      | 4       | 9       | 39      | 27      | 20           | 7            | 7            | 6            | 27           | 26           | 44     | 18     | 11     | 15     | 63     | 45     | +18 |